# 国际体操联合会
國際體操總會（法語：Fédération internationale de gymnastique）为竞技体操的全球理事机构，常缩写作。其於1881年7月23日在比利時列日成立，现总部设置在瑞士洛桑。截至2021年，國際體操總會會員國已超過150個，每年舉辦林林總總的體操賽事和活動，例如在奧地利舉行第十三屆世界普及體操節2007。国际体操联合会的正式用语为英语、西班牙语、法语、德语。

## 宗旨
- 通过合理的体育教育以及开展竞技与艺术体操活动，把各种有利于身体发展的力量调动起来；
- 研究体操理论与实践；
- 印发文件；
- 指定比赛规定动作和规程；
- 对所属会员国给予技术援助；
- 举办国际性比赛；
- 鼓励和加强各国运动员之间的友好交往。

## 下设机构
- 男子体操技术委员会
- 女子体操技术委员会
- 艺术体操技术委员会
- 韵律体操委员会
- 普通体操委员会

## 賽事
根據國際體操總會的技術規定，國際體操總會官方舉辦的比賽有：
- 世界體操錦標賽
  - 世界競技體操錦標賽
  - 世界韻律體操錦標賽
  - 世界彈翻床錦標賽
  - 世界特技體操錦標賽
  - 世界有氧體操錦標賽
  - 世界跑酷錦標賽
- 體操世界盃系列賽
  - 競技體操世界盃（英语：Artistic Gymnastics World Cup）
  - 韻律體操世界盃（英语：Rhythmic Gymnastics World Cup）
  - 彈翻床世界盃
  - 有氧體操世界盃
  - 特技體操世界盃
  - 跑酷世界盃
- 體操世界挑戰盃系列賽
  - 競技體操世界挑戰盃
  - 韻律體操世界挑戰盃

其他國際體操總會官方比賽包括:
- 奧運
- 青年奧運
- 世界運動會（英语：Gymnastics at the World Games）
- 世界青年體操錦標賽（英语：Junior World Gymnastics Championships）
  - 世界青年競技體操錦標賽
  - 世界青年韻律體操錦標賽（英语：Rhythmic Gymnastics Junior World Championships）
- 世界年齡組比賽

Defunct events formerly organized of sanctioned by FIG:
- Four Continents Gymnastics Championships[2][3]
- Junior World Acrobatic Gymnastics Championships[4][5]
- Olympic Games Test Events[6][7]

## 外部連結
- 國際體操總會官方網站（页面存档备份，存于）